# Gene Dyker
Eugene "Gene" Dyker (nacido el 17 de febrero de 1930 en Chicago, Illinois y fallecido en enero de 1966) fue un jugador de baloncesto estadounidense que disputó una temporada en la NBA. Con 1,98 metros de estatura, jugaba en la posición de alero.

## Trayectoria deportiva

### Universidad
Jugó durante tres temporadas en los Blue Demons de la Universidad DePaul.

### Profesional
Fu elegido en la trigésima posición del Draft de la NBA de 1953 por los Milwaukee Hawks, quienes en un principio descartaron su contratación, pero en el mes de diciembre fue reclamado para sustituir al despedido Bob Peterson. Disputó once partidos con los Hawks, promediando 1,5 puntos y 1,5 rebotes.

## Estadísticas de su carrera en la NBA

### Temporada regular
| Temporada | Edad | Equipo          | Liga | Pos. | P  | TIT | MIN | TC  | TCA | %TC  | 3P | 3PA | %3P | TL  | TLA | %TL  | R.OF. | R.DEF. | REB | ASIS | ROB | TAP | PER | FP  | PTS |
| 1953-54   | 23   | Milwaukee Hawks | NBA  |      | 11 |     | 8.3 | 0.5 | 2.4 | .231 |    |     |     | 0.4 | 0.7 | .500 |       |        | 1.5 | 0.5  |     |     |     | 1.9 | 1.5 |
| Total     |      |                 | NBA  |      | 11 |     | 8.3 | 0.5 | 2.4 | .231 |    |     |     | 0.4 | 0.7 | .500 |       |        | 1.5 | 0.5  |     |     |     | 1.9 | 1.5 |